# Albatros C.XIV
L'Albatros C.XIV era un biplano da ricognizione sviluppato dall'azienda tedesco imperiale Albatros Flugzeugwerke GmbH nei tardi anni dieci del XX secolo e rimasto allo stadio di prototipo.
Benché non avviato alla produzione servì come base di sviluppo del successivo Albatros C.XV, realizzato in un numero limitato di esemplari solo per la cessazione della prima guerra mondiale.

## Storia del progetto
Dopo l'entrata in servizio, nel 1917, del ricognitore armato C.XII, l'Albatros pianificò un ulteriore sviluppo della famiglia dei suoi Typ-C, finalizzato alla facile produzione in grande serie. A questo scopo il progetto originale venne sostanzialmente rivisto, riducendo le misure e semplificando la struttura del nuovo modello ed ottenendo una maggiore economicità nei costi di produzione ed un minor tempo necessario al suo assemblaggio.
Il risultato fu un velivolo più piccolo rispetto al suo predecessore che, pur disponendo di una motorizzazione capace di fornire una potenza superiore, non era in grado di trasportare alcun carico bellico da caduta. Fu inoltre il primo modello Albatros ad utilizzare una configurazione alare biplana con le ali fortemente disassate.
Il prototipo del nuovo modello, identificato come C.XIV come da convenzione, venne presentato alla commissione Idflieg per la valutazione e portato in volo per la prima volta nel corso dell'estate 1918; tuttavia dato che le prestazioni vennero ritenute migliorabili fu interessato da una serie di modifiche che diedero origine all'Albatros C.XV.

## Tecnica
L'Albatros C.XIV conservava l'aspetto generale, per l'epoca convenzionale, del progenitore pari ruolo Albatros C.XII e dei simili modelli prodotti nello stesso periodo dalle altre aziende: biplano, monomotore biposto con carrello fisso.
La fusoliera, realizzata con struttura in legno e rivestita con pannelli di compensato, era caratterizzata da due abitacoli aperti in tandem, l'anteriore destinato al pilota ed il posteriore all'osservatore con mansioni anche di mitragliere. Posteriormente terminava in un impennaggio classico monoderiva caratterizzato dall'elemento verticale di forma arrotondata abbinato agli elementi orizzontali dotati di un unico elemento mobile.
La configurazione alare era biplana con ala superiore dall'apertura leggermente più ampia di quella inferiore (quest'ultima era translata verso coda); i due piani alari erano collegati tra loro da una doppia coppia di montanti per lato, integrati da tiranti in cavetto in acciaio. Sulla parte centrale dell'ala superiore era collocato il serbatoio di combustibile che alimentava, a caduta, il motore.
Il carrello d'atterraggio era fisso, molto semplice, montato su una struttura tubolare al di sotto della fusoliera, dotato di ruote di grande diametro collegate da un asse rigido ed integrato posteriormente con un pattino d'appoggio.
La propulsione era affidata ad un motore Benz Bz.IVa, un 6 cilindri in linea raffreddato a liquido capace di erogare una potenza pari a 220 CV (164 kW), posizionato all'apice anteriore della fusoliera, racchiuso da un cofano metallico ed abbinato ad un'elica bipala in legno a passo fisso.
L'armamento era costituito da una mitragliatrice LMG 08/15 calibro 7,92 mm, montata in caccia a disposizione del pilota e sparante attraverso il disco dell'elica grazie ad un dispositivo di sincronizzazione, abbinata ad una mitragliatrice Parabellum MG 14, anch'essa calibro 7,92 mm, montata su supporto brandeggiabile ad anello nell'abitacolo posteriore.

## Utilizzatori
Germania
- Luftstreitkräfte

solo in prove di valutazione